# Autrèche
Autrèche település Franciaországban, Indre-et-Loire megyében. Lakosainak száma 419 fő (2022. január 1.). Autrèche Auzouer-en-Touraine, Cangey, Dame-Marie-les-Bois, Montreuil-en-Touraine, Morand, Neuillé-le-Lierre és Saint-Ouen-les-Vignes községekkel határos.

## Népesség
A település népességének változása:
| Lakosok száma | 300  | 254  | 328  | 379  | 415  | 426  | 427  | 439  | 430  | 419  |
|               | 1968 | 1982 | 1990 | 2006 | 2013 | 2015 | 2017 | 2019 | 2020 | 2022 |